# Mali Pryćky
Mali Pryćky (ukr. Малі Прицьки) – wieś na Ukrainie, w obwodzie kijowskim, w rejonie obuchowskim, w hromadzie Mironówka. W 2001 roku liczyła 37 mieszkańców.